# Biti ali ne biti (film)
Biti ali ne biti (angleško To Be or Not to Be) je ameriška črno-bela filmska črna komedija iz leta 1942, ki jo je režiral Ernst Lubitsch, v glavnih vlogah pa nastopajo Carole Lombard, Jack Benny, Robert Stack, Felix Bressart, Lionel Atwill, Stanley Ridgesin in Sig Ruman. Zgodba prikazuje skupino gledaliških igralcev v nacistično okupirani Varšavi, ki z uporabo svojih igralskih veščin preslepijo okupacijske sile. Scenarij sta napisala Lubitsch (v filmu ni naveden) in Edwin Justus Mayer po zgodbi Melchiorha Lengyela.
Film je bil premierno prikazan 19. februarja 1942 v Los Angelesu, mesec dni po smrti glavne igralke Lombard v letalski nesreči. Leta 1996 ga je ameriška Kongresna knjižnica izbrala za ohranitev v okviru Narodnega filmskega registra zaradi njegove »kulturne, zgodovinske ali estetske vrednosti«. Leta 2000 je bil uvrščen na 49. mesto seznama stotih najboljših ameriških komičnih filmov AFI's 100 Years...100 Laughs, ki ga je sestavil Ameriški filmski inštitut.

## Vloge
- Carole Lombard kot Maria Tura
- Jack Benny kot Joseph Tura
- Robert Stack kot por. Stanislav Sobinski
- Felix Bressart kot Greenberg
- Lionel Atwill kot Rawitch
- Stanley Ridges kot profesor Alexander Siletsky
- Sig Ruman kot polk. Ehrhardt
- Tom Dugan kot Bronski
- Charles Halton kot Dobosh
- George Lynn kot igralec, ki oponaša pribočnika polk. Ehrhardta
- Henry Victor kot kap. Schultz
- Maude Eburne kot Anna
- Halliwell Hobbes kot gen. Armstrong
- Miles Mander kot maj. Cunningham
- James Finlayson kot škotski kmet
- Olaf Hytten kot Polonius
- Maurice Murphy kot poljski pilot RAF
- Frank Reicher kot uradnik poljskega zunanjega ministrstva